# Université des sciences de Tokyo (université nationale)
Cet article a pour sujet l'université nationale crée en 2024 de la fusion de l'Université de technologie de Tokyo et de l'Université de médecine et d'odontologie de Tokyo. Pour l'université privée fondée en 1881 voir Université des sciences naturelles de Tokyo.
L'Université des sciences de Tokyo (東京科学大学, Tokyo kagaku daigaku), et qui utilise dans sa communication en anglais le nom Institute of Science Tokyo, est une université nationale japonaise située à Tokyo. Elle est créée le 1er octobre 2024 par la fusion de l'Université de technologie de Tokyo (Tokyo Tech) et de l'Université de médecine et d'odontologie de Tokyo (TMDU).
Le campus principal est situé à Ookayama, dans l'arrondissement deMeguro, avec des campus satellites à Yokohama, Minato-ku, Bunkyo-ku et Ichikawa.

## Campus
Science Tokyo compte six campus dans la région du Grand Tokyo, trois de l'ancien Tokyo Tech (Ookayama, Suzukakedai et Tamachi) et trois de l'ancien TMDU (Yushima, Kokufudai et Surugadai).

## Écoles et divisions

### Division des sciences et de l'ingénierie
- École des sciences
- École d'ingénierie
- École des matériaux et de la technologie chimique
- École d'informatique
- École des sciences de la vie et de la technologie
- École de l'environnement et de la société

### Division des sciences médicales et dentaires
- Faculté de médecine
- Faculté de dentisterie
- Institut des arts libéraux
- École supérieure des sciences médicales et dentaires
- École supérieure des sciences de la santé

## Personnalités liées à l’université

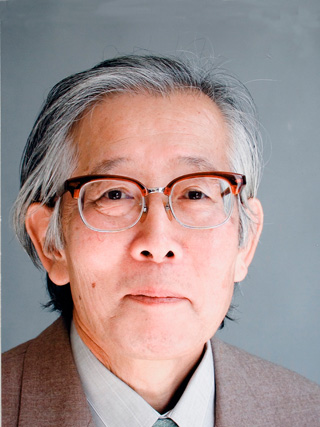
Hideki Shirakawa (白川 英樹), Diplômé de Tokyo Tech, chimiste, lauréat du prix Nobel de chimie 2000.
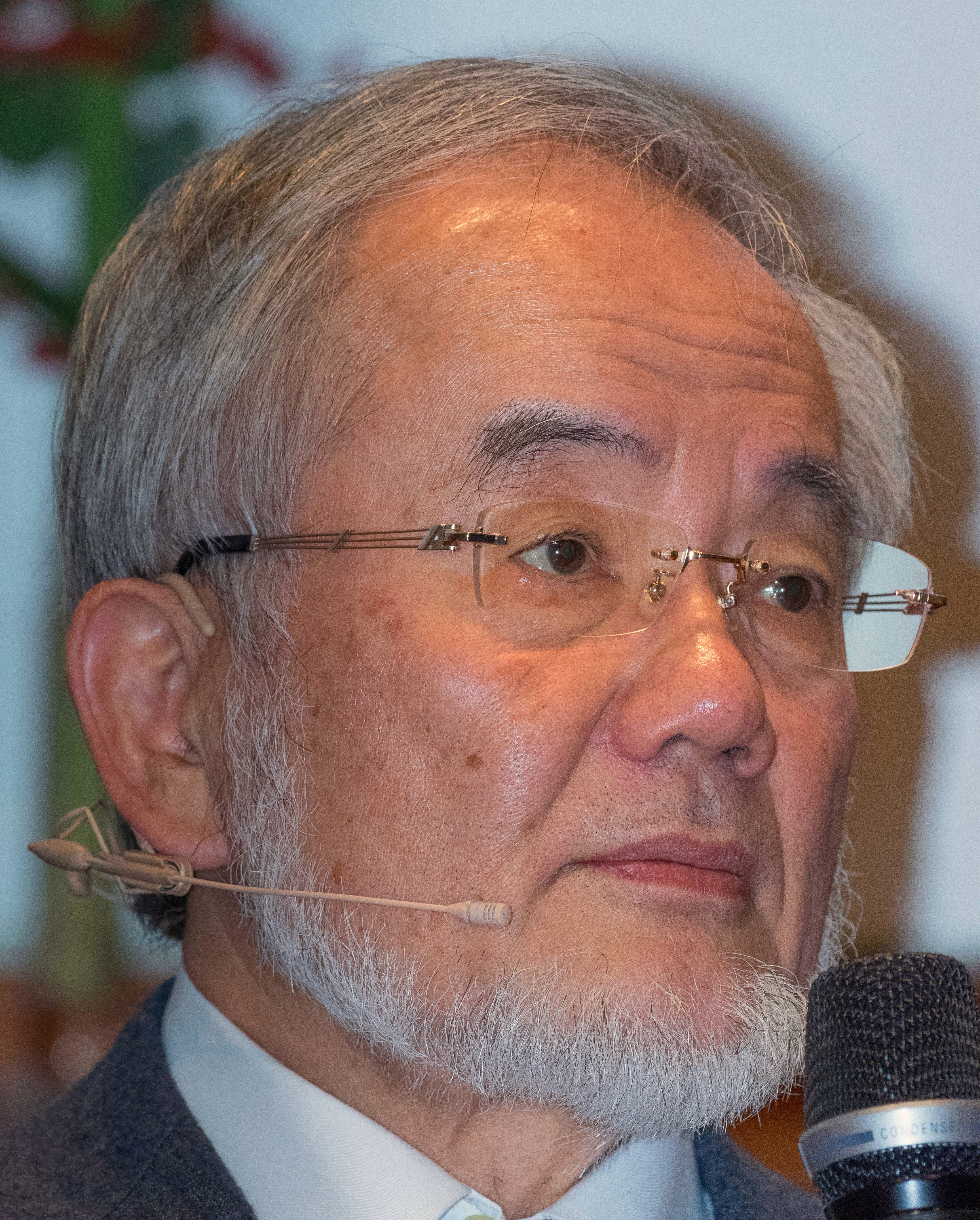
Yoshinori Ohsumi (大隅 良典),professeur, biologiste cellulaire, prix Nobel de physiologie ou médecine 2016.
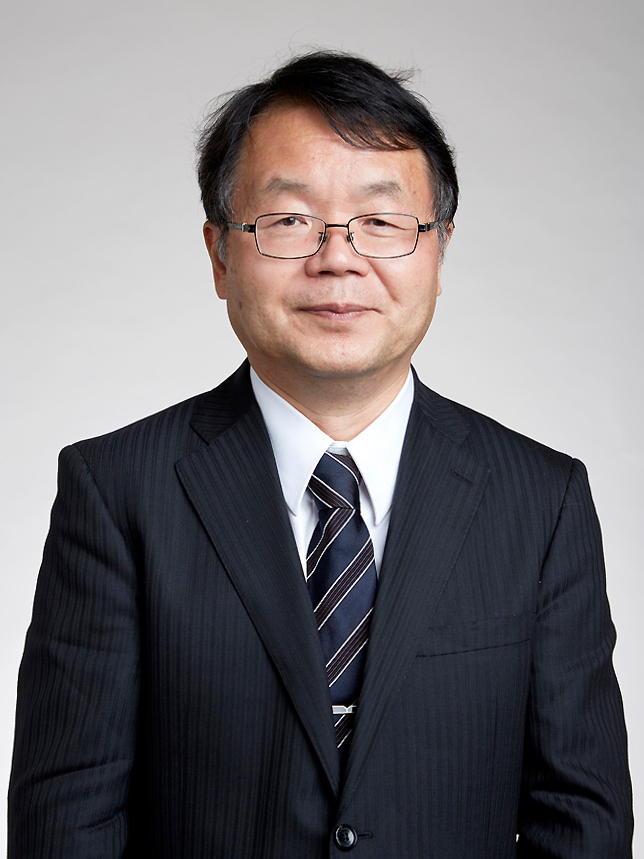
Hideo Hosono (細野 秀雄), professeur, scientifique des matériaux, découvreur des supraconducteurs à base de fer.
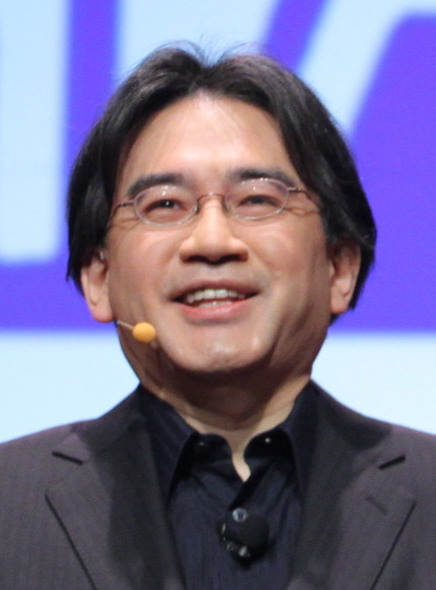
Satoru Iwata (岩田 聡), Diplômé de Tokyo Tech, le PDG de Nintendo.
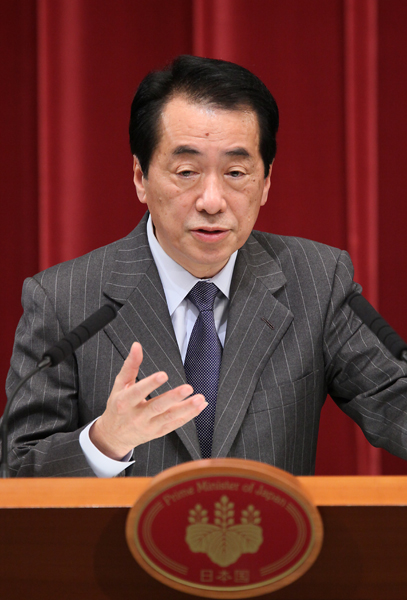
Naoto Kan (菅 直人), Diplômé de Tokyo Tech, 94e Premier ministre du Japon.
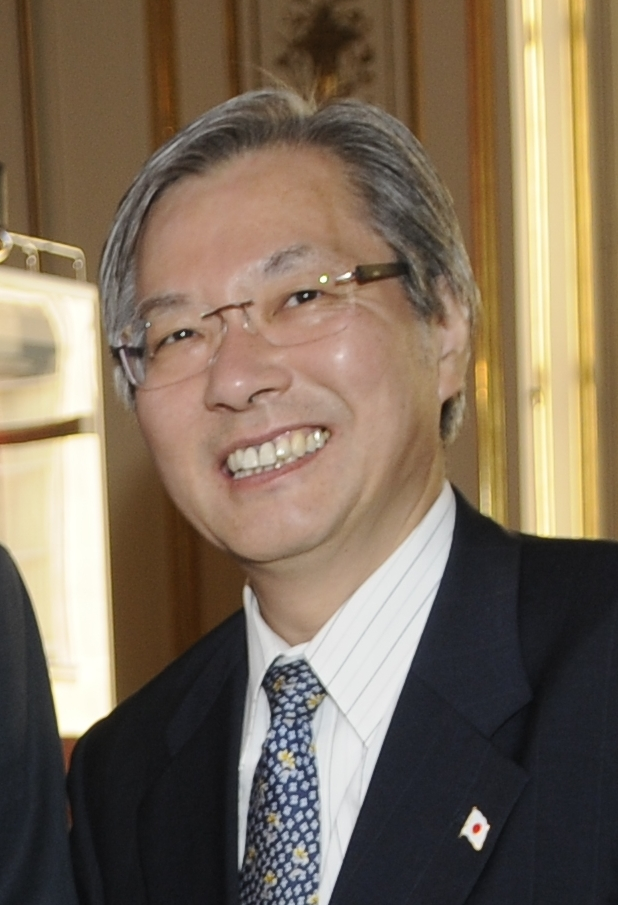
Tadamichi Yamamoto (山本 忠通), Diplômé de Tokyo Tech, Représentant spécial du Secrétaire général des Nations Unies pour l'Afghanistan.
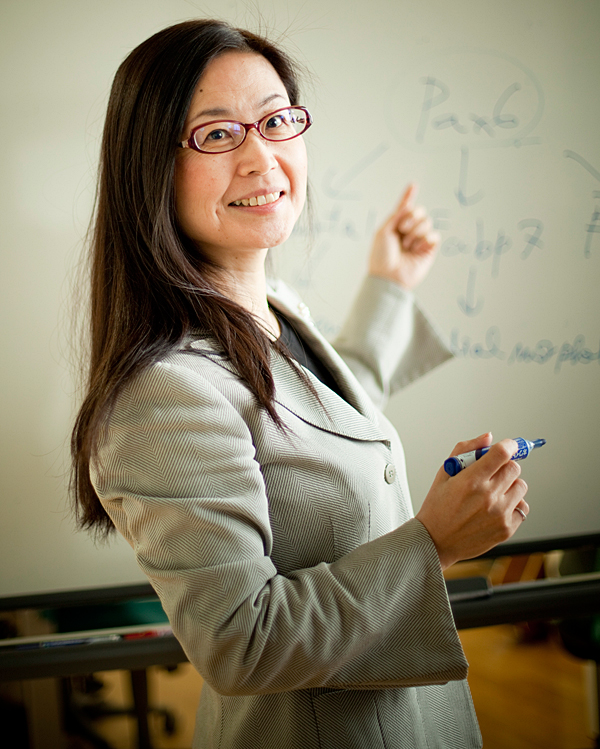
Noriko Osumi (大隅 典子), Diplômé de TMDU, neuroscientifique, vice-président de l'Université Tohoku.